# Philippe El Sisi
Philippe El Sisi (geb. am 30. September 1984 in Kairo) ist ein Trance-Musik-Künstler aus Ägypten.

## Karriere
El Sisis musikalisches Interesse begann im Alter von vier Jahren, als er anfing, Klavier zu spielen. Ende der 1990er Jahre kam er mit der Musik von Armin van Buuren, Tiesto, Paul van Dyk und Paul Oakenfold in Berührung und begann darauf mit 15 Jahren auf kleinen Partys Musik aufzulegen. 2004 folgte er seinen Kindheitsfreunden Aly & Fila und begann, Musik zu produzieren. Im Februar 2006 erschien sein Debüt-Track Tears From Heaven auf der ersten Episode von Aly & Fila's Radioshow Future Sound of Egypt.
Im Jahre 2008 gewann er den ersten Platz im Remix-Wettbewerb von Diverted Recordings, an dem mehr als 1000 Remixe teilgenommen haben. Im selben Jahr veröffentlichte er die EP Never After / Witness unter dem Label Offshore Music. Dabei wurde Never After von Aly & Fila auf der A State Of Trance 350 gespielt sowie Witness von Armin van Buuren. Zur ungefähren Zeit studierte er Sound Engineering in Italien.
2010 arbeitete er erstmals mit Aly & Fila zusammen und veröffentlichte Without You mit der englischen Sängerin Senadee. Es folgten Hits wie The Last Hope, Era, You Never Know oder Over You. 2011 spielte er neben Größen wie Aly & Fila, John O’Callaghan, Roger Shah oder Sied van Riel auf der Jubiläumsveranstaltung von FSOE 200 in Scharm asch-Schaich. Wiederholt legt er auf den Veranstaltungen von FSOE auf sowie weiteren globalen Auftritten wie der Luminosity (in den Niederlanden), Symbols in Madrid, Amsterdam Dance Event, Nature One, Ibiza oder Pixel in Buenos Aires.
Im Jahr 2017 komponierte er zusammen mit Aly & Fila und Omar Sherif The Chronicles (FSOE 500 Anthem). Die Hymne wurde bei Armin van Buurens Tune Of The Year auf Platz 11 gewählt. 2018 erfolgte eine erneute Zusammenarbeit mit A World Beyond (FSOE 550 Anthem) von Philippe, Aly & Fila und Omar Sherif.

## Produktionen

### Singles (Auswahl)
- 2006: Tears From Heaven (CDR)
- 2009: Never After (FSOE Recordings)
- 2009: Witness (FSOE Recordings)
- 2009: Humble (FSOE Recordings)
- 2009: You Never Know (feat. Aminda) (FSOE Recordings)
- 2010: Without You (vs. Aly & Fila) (feat. Senadee) (FSOE Recordings)
- 2010: The Last Hope (feat. Sue Mclaren) (FSOE Recordings)
- 2011: Era (FSOE Recordings)
- 2011: Over You (feat Josie) (FSOE Recordings)
- 2013: Gloria (feat. Ahmed Romel) (Blue Soho Recordings)
- 2013: Dancing Sea (with Adrian & Raz) (feat. Ana Criado) (Adrian Raz Recordings)
- 2014: This Time (with Abstract Vision) (feat. Jilliana Danise) (Sir Adrian Music)
- 2015: Magic Light (with Standerwick) (feat. Ana Criado) (Sir Adrian Music)
- 2017: The Chronicles (with Aly & Fila, Omar Sherif) (FSOE Recordings)
- 2018: Till We Meet Again (with Ahmed Romel) (FSOE Recordings)
- 2018: A World Beyond (with Aly & Fila, Omar Sherif) (FSOE Recordings)
- 2018: Theory Of Ice (with James Cottle) (Vandit Records)
- 2019: Amsterdam (with Omar Sherif) (Grotesque)
- 2019: Glorious (FSOE Recordings)

### Remixes (Auswahl)
- 2007: Urban Lead - Epic Destiny (Emotive Sounds)
- 2008: Aimee B - Polka Dots (Daif Records)
- 2008: Andy Prinz feat Simon - Provision (Offshore Music)
- 2010: Aly & Fila feat. Josie - Listening (FSOE Recordings)
- 2010: Hans Zimmer - This Is Not The Best Time (CDR)
- 2013: Andy Duguid feat Audrey Gallagher - In This Moment (Black Hole Recordings)
- 2013: Ruben De Ronde - Pure (Statment)
- 2014: Talla 2XLC & Sarah Russell - Build These Walls (Sir Adrian Music)
- 2015: Ahmed Romel & Illitheas - Lands Of Soho (Blue Soho Recordings)